# 格雷戈里奥·卢柏龙
格雷戈里奥·卢柏龙（西班牙語：Gregorio Luperón，1839年9月8日—1897年5月21日），多米尼加共和國的军事家和领导人。他是多米尼加共和国在1863被西班牙合并之后恢复独立的主要领导人。

## 生平
格雷戈里奥·卢柏龙出身於銀港，領導多米尼加在多米尼加復國戰爭擊退西班牙。目前銀港市郊外的格雷戈里奧·盧柏龍國際機場還有紐約曼哈頓的盧伯龍高中皆以他命名。